# Nederlands kampioenschap schaken 2008
Het Nederlands kampioenschap schaken 2008 werd gehouden van 2 t/m 13 april 2008 op het Mediapark in Hilversum. Het speeltempo bedroeg 40 zetten in 120 minuten, gevolgd door 55 minuten + 5 seconden per zet vanaf de eerste tijdcontrole. Kampioen werd Jan Smeets met 7½ punt voor Dimitri Reinderman en Daniël Stellwagen (beide 7 pt.). 
Het toernooi werd tegelijk met het HSG Open gehouden. 

## Eindstand
| Plaats | Deelnemer          | Rating | Score |
| ------ | ------------------ | ------ | ----- |
| 1      | Jan Smeets         | 2578   | 7.5   |
| 2      | Dimitri Reinderman | 2526   | 7.0   |
| 3      | Daniël Stellwagen  | 2621   | 7.0   |
| 4      | Sipke Ernst        | 2559   | 6.5   |
| 5      | Erwin l'Ami        | 2600   | 6.5   |
| 6      | Friso Nijboer      | 2558   | 6.0   |
| 7      | Sergej Tiviakov    | 2634   | 6.0   |
| 8      | Yge Visser         | 2477   | 5.5   |
| 9      | Jan Willem de Jong | 2474   | 4.0   |
| 10     | Ruud Janssen       | 2504   | 4.0   |
| 11     | Daan Brandenburg   | 2435   | 3.5   |
| 12     | Manuel Bosboom     | 2471   | 2.5   |

## Trivia
- Op 5 april speelden de grootmeesters Erwin l'Ami en Jan Smeets tegen elkaar op elkaars verjaardag. De kans dat dit gebeurt is ongeveer 1 op ruim 10 miljoen. Zelfs de tweelingzusjes Marlies en Laura Bensdorp hebben nog nooit op hun verjaardag tegen elkaar op een toernooi gespeeld.